# Fronteras de Argelia
Las fronteras de Argelia son los linderos internacionales que Argelia comparte con sus Estados vecinos. Están representados por líneas que delimitan el territorio nacional donde el Estado ejerce su autoridad soberana.
Debido a la posición central de Argelia en África, tiene fronteras terrestres y/o marítimas con 8 países.

## Fronteras

### Terrestres
Argelia comparte fronteras terrestres con sus 6 países vecinos y 1 territorio no autónomo (Sahara Occidental), Libia, Malí, Mauritania, Marruecos, Níger y Túnez, con un total de 6734 km.

### Marítimas
Argelia también tiene fronteras marítimas, el frente marítimo al norte del país en el Mediterráneo con los siguientes países:
- España
- Italia
- Marruecos
- Túnez

### Resumen
La siguiente tabla resume todas las fronteras de Argelia:
| País              | Longitud (km) | Notas                                      |
| ----------------- | ------------- | ------------------------------------------ |
| Libia             | 982           |                                            |
| Malí              | 1329          |                                            |
| Mauritania        | 461           |                                            |
| Marruecos         | 1739          | Sin mencionar el Sahara Occidental         |
| Níger             | 951           |                                            |
| Túnez             | 1010          |                                            |
| Sahara Occidental | 39            | Es una territorio no autónomo según la ONU |
| Total             | 6511          |                                            |

## Artículos relacionados
- Lista de fronteras internacionales

- Datos: Q17154287